# Batu Lungun
Batu Lungun is een bestuurslaag in het regentschap Kaur van de provincie Bengkulu, Indonesië. Batu Lungun telt 1552 inwoners (volkstelling 2010).